# Garrett Hedlund
 (avril 2025).
Garrett Hedlund est un acteur américain, né le 3 septembre 1984 à Roseau (Minnesota).

## Biographie
Garrett John Hedlund est né le 3 septembre 1984 à Roseau dans le Minnesota, où il passe son enfance dans le ranch familial. Il a un frère, Nathaniel et une sœur, Amanda, tous deux plus âgés.
Ses parents divorcent quand il est encore enfant, sa mère part alors vivre en Arizona. Il vit d'abord avec son père jusqu'au collège puis retrouve sa mère pour ses études secondaires à Scottsdale.
Il s'installe à Los Angeles à l'âge de 18 ans afin de poursuivre une carrière d'acteur.

## Carrière
En 2004, il commence sa carrière avec le rôle de Patrocle, cousin d'Achille (Brad Pitt) dans le film Troie. La même année, il apparaît dans le film Friday Night Lights aux côtés de Billy Bob Thornton.
En 2005, il incarne Jack Mercer, une jeune rock star, dans le film Quatre Frères. Puis il obtient un rôle dans le film Eragon, aux côtés de Jeremy Irons et John Malkovich.
En 2007, il intègre la distribution de Mère-fille, mode d'emploi et donne la réplique à Kevin Bacon en interprétant un chef de gang dans le film Death Sentence.
Il revient en 2010 avec le film en 3D de Disney, Tron : L'Héritage. Il est ensuite à l'affiche de Country Strong avec Gwyneth Paltrow et Leighton Meester.
En 2012, il joue aux côtés de Sam Riley, Kristen Stewart et Kirsten Dunst dans le film Sur la route, présenté au festival de Cannes 2012. L'année d'après, il est l'égérie du parfum La Nuit de l'Homme d'Yves Saint Laurent.
En 2014, il obtient un second rôle dans le film Invincible, réalisé par Angelina Jolie avec Jack O'Connell. L'année suivante, il joue le rôle de James Crochet dans le film fantastique Pan, mais également dans le thriller Mojave aux côtés d’Oscar Isaac, Mark Wahlberg, Walton Goggins et la française Louise Bourgoin.
En 2017, il est à l'affiche de deux films : Un jour dans la vie de Billy Lynn et Mudbound. Il fait également ses premiers pas à la télévision dans la mini-série de Steven Soderbergh : Mosaic.
En 2019, il est dans la distribution du film Netflix Triple Frontière de J.C. Chandor, où il retrouve Oscar Isaac. L'année suivante, il tourne aux côtés de Margot Robbie dans Dreamland de Miles Joris-Peyrafitte.
En 2021, il est présent dans Billie Holiday, une affaire d'État  réalisé par Lee Daniels, où il y incarne Harry J. Anslinger.

### Vie privée
De 2011 à 2016, Garrett Hedlund est en couple avec l'actrice Kirsten Dunst.
À partir de mars 2019, il est en couple avec l'actrice Emma Roberts. Leur fils, Rhodes Robert Hedlund, naît le 27 décembre 2020. Ils se séparent début 2022.

## Filmographie

### Cinéma

#### Longs métrages
- 2004 : Troie (Troy) de Wolfgang Petersen : Patrocle
- 2004 : Friday Night Lights de Peter Berg : Don Billingsley
- 2005 : Quatre Frères (Four Brothers) de John Singleton : Jack Mercer
- 2006 : Mère-fille, mode d'emploi (Georgia Rule) de Garry Marshall : Harlan
- 2006 : Eragon de Stefen Fangmeier : Murtagh
- 2008 : Death Sentence de James Wan : Bill Darley
- 2010 : Tron : L'Héritage (Tron : Legacy) de Joseph Kosinski : Sam Flynn
- 2010 : Country Strong de Shana Feste : Beau Hutton
- 2012 : Sur la route (On the Road) de Walter Salles : Dean Moriarty
- 2013 : Inside Llewyn Davis de Joel et Ethan Coen : Johnny Five
- 2014 : Invincible (Unbroken) d'Angelina Jolie : John Fitzgerald
- 2014 : Lullaby d'Andrew Levitas : Jonathan
- 2015 : Pan de Joe Wright : James Crochet
- 2015 : Mojave de William Monahan : Thomas
- 2017 : Un jour dans la vie de Billy Lynn (Billy Lynn's Long Halftime Walk) d'Ang Lee : Sergent David Dime
- 2017 : Mudbound de Dee Rees : Jamie McAllan
- 2018 : Burden d'Andrew Heckler : Mike Burden
- 2019 : Triple Frontière (Triple Frontier) de J.C. Chandor : Benjamin " Benny" Miller
- 2019 : Dirt Music de Gregor Jordan : Lu Fox
- 2020 : Dreamland de Miles Joris-Peyrafitte : Perry Montroy
- 2021 : Billie Holiday, une affaire d'État (The United States vs. Billie Holiday) de Lee Daniels : Harry J. Anslinger
- 2023 : La Fille du roi des marais (The Marsh King's Daughter) de Neil Burger : Stephen Pelletier

#### Court métrage
- 2018 : Tocsin de Frank E. Flowers : G

### Télévision

#### Séries télévisées
- 2017 - 2018 : Mosaic : Joel Hurley
- 2021 : Modern Love : Spence
- 2021 : Reservation Dogs : David
- 2022 : Tulsa King : Mitch Keller
- 2023 : Lawmen : L'histoire de Bass Reeves : Garrett Montgomery

## Distinctions

### Nominations
- 2004 : Teen Choice Awards pour son rôle dans Troie.
- 2006 : Black Reel Awards pour son rôle dans Quatre Frères.
- 2011 : Saturn Award pour le meilleur acteur dans un second rôle dans Tron : L'Héritage.

### Récompenses
- 2011 : Young Hollywood Award pour l'acteur de l'année

## Voix francophones
En France, Adrien Antoine est la voix la plus régulière de Garrett Hedlund. En parallèle, ces dernières années, Marc Arnaud et Arnaud Léonard l'ont également doublé à trois reprises chacun.
Au Québec, Frédérik Zacharek lui a prêté sa voix à trois occasions.